# Ernest Folch
Ernest Folch es un periodista nacido en Barcelona, España en 1972. Ex Director de Diario Sport, presidente de la Associació d'Editors en Llengua Catalana y vicepresidente del Gremi d'Editors de Catalunya. Colaborador en diferentes medios de comunicación de radio, televisión y prensa. Ha sido director Editorial del Grup 62, editor del grupo RBA, fundador y consejero delegado de Ara Llibres y consejero delegado de 36L Books SL i Leqtor.com.

## Ediciones B
Desde el 22 de febrero de 2011 hasta el 15 de febrero de 2016 fue director Editorial de Ediciones B, pasando en esa fecha a ser director del diario deportivo Sport.

## Editor delsigloXXI
Ernest Folch ha sido considerado el Editor del siglo XXI al adelantarse a la proliferación del Libro Electrónico como plataforma de lectura.